# Arkane Studios

舊標誌，使用於1999年至2020年。

Arkane Studios是一家法國遊戲開發商，於1999年在法國里昂成立。該公司首款遊戲《地城英雄誌》於2002年問世，其後陸續推出《魔法門 黑暗彌賽亞》、《冤罪殺機》、《獵魂》等知名作品。2006年，於美國德克薩斯州的奧斯汀成立一個分部。2010年，被貝塞斯達軟體的母公司ZeniMax Media收購為旗下子公司。

## 歷史

### 成立
在1990年代期間，Raphaël Colantonio任職於美商藝電（EA）在法國的工作室，負責處理遊戲的品質保證與翻譯。他曾經手過發行商Origin Systems旗下的一些遊戲，例如《網絡奇兵》。1990年代末期，隨著PlayStation主機的推出，Colantonio發覺EA的發展目標出現了一些變化，比起Origin Systems公司出品的遊戲，EA對於運動類型的遊戲更感興趣。Colantonio認為待在EA的工作已無法滿足他的創造思維，因而離開了EA。之後進入英寶格（Infogrames）工作的期間，他獲得叔叔的資助，在1999年與其他幾位夥伴一同成立了「Arkane Studio」。

### 2000～2009年
Arkane Studio成立後，最初Colantonio想要製作一款《地下創世紀》系列的續作《地下創世紀III》，也獲得《地下創世紀》系列製作人Paul Neurath的支持，然而該系列版權在EA手中，EA要求Colantonio同意一些條件否則就不允許開發續作。Colantonio無法接受這些條件，轉而開發一款具有《地下創世紀》精神的全新遊戲，也就是後來於2002年發售的《地城英雄誌》。《地城英雄誌》在發售前曾面臨找不到發行商的困境，最後在發行商JoWooD娛樂的幫助下才得以發售。作為工作室的首款遊戲，雖然《地城英雄誌》獲得了廣泛好評，但實際銷售卻不盡理想，被認為是商業失敗。
《地城英雄誌》的良好名聲引起了Valve公司的注意，在與Valve交流和協議之後，Arkane Studio決定使用Valve旗下的Source引擎來開發《地城英雄誌》的續作。但由於《地城英雄誌》本身銷售狀況不佳，導致幾乎沒有發行商願意承包續作。此時育碧公司找上了門，但不是對《地城英雄誌》續作有興趣，而是對其使用的遊戲引擎感興趣。為了能經營下去，Arkane Studio同意為育碧開發一款《魔法門系列》的新作，以Source引擎進行開發，也就是後來在2006發售的《魔法門 黑暗彌賽亞》。該作繼承了《地城英雄誌》的部分要素，強化了戰鬥系統並降低了角色扮演的成分。2006年，Colantonio前往美國德克薩斯州奧斯汀成立了新的分部，將法國總部交給其他人管理。
在2006到2007年期間，Arkane Studio默默地忙於一項開發計畫，就是與Valve合作開發一款《戰慄時空系列》的新作「Return to Ravenholm」，但開發到一半就被取消了。這項未曾公開的計畫直到2012年才被Valve員工揭露出來。2007年，Arkane Studio宣布正在製作一款原創的第一人稱射擊遊戲「The Crossing」，使用Source引擎進行開發。該作強調一個名為「穿越模式」的創新概念，也就是結合單人模式與新的多人連線機制，當玩家正獨自遊玩一個關卡時，其他線上玩家可以中途才加入並一同作戰，無須像以往那樣必須等到戰局開始才能一起遊玩。雖然工作室對這項計畫信心滿滿，但開發所需預算可能會高達2千萬美金，很少發行商願意承擔如此龐大的風險，當時Valve也沒什麼意願投資大量資金在第三方遊戲。資金問題讓工作室備感壓力，在這期間EA前來洽談合作，希望Arkane Studio能協助開發一款名為「LMNO」的新作，這項計畫由知名導演史蒂芬·史匹柏主導。由於EA提供更好、更穩定的待遇，最後Arkane Studio選擇在2009年中止了「The Crossing」計畫，轉而加入「LMNO」的開發。但到了2010年，EA宣布取消了「LMNO」開發計畫。在2008年到2010年期間，工作室也曾協助開發其他大廠的遊戲，諸如動視的《決勝時刻：戰爭世界》 與2K Games的《生化奇兵2》。
在2006年Colantonio前往美國奧斯汀成立分部之後，他和遊戲設計師Harvey Smith經常進行交流，Harvey Smith曾參與設計《創世紀VIII：異教徒》、《網路奇兵》、《駭客入侵》等知名遊戲，Colantonio和他早已認識並且長期保持聯絡。在這期間，他們倆人一起設計出一套類似超能力忍者的構想，成為日後《冤罪殺機》的雛型。2008年，Harvey Smith正式加入Arkane Studio。

### 2010年以後
2010年8月，工作室被貝塞斯達軟體的母公司ZeniMax Media收購為旗下子公司。根據Colantonio在訪談中透露，早在《地城英雄誌》的開發期間就曾經和貝塞斯達軟體進行接洽。之後在工作室為《地城英雄誌》續作尋找發行商的期間，貝塞斯達軟體也曾對這續作抱有興趣，但等到聯繫上Arkane Studios時工作室已經和育碧簽訂開發合約。在2007年以後，貝塞斯達軟體主動前來接洽，希望Arkane Studios能製作一款結合第一人稱、動作、角色扮演要素的遊戲，這段時間雙方的互動交流也成為日後合作的契機之一。
2011年7月，貝塞斯達軟體宣布了《冤罪殺機》的開發消息，該作是一款第一人稱的動作冒險遊戲，結合超能力與潛行的遊戲機制。該作於2012年發售，獲得廣泛好評，並且銷量超乎貝塞斯達軟體的預期，讓他們開始考慮推出續作。
2015年6月，於E3 2015展上宣布將推出《冤罪殺機2》，在前作的基礎上強化了遊戲系統並改成雙主角的故事路線。該作於2016年發售，並獲得普遍正面的評價。
2016年6月，於E3 2016展上宣布將推出《獵魂》，該作是一款帶有恐怖元素的第一人稱射擊遊戲，是過去被中止開發的《獵魂2》的重啟版本。該作於2017年5月發售。
2017年6月，在《獵魂》發售的兩個月後，Arkane Studios的創辦人Raphaël Colantonio宣布卸任執行長職位，並將管理職務交給Harvey Smith。他表示將會多花時間陪伴家人並且思考未來的新方向。
2019年6月，在E3 2019中宣布將推出一款名為《死亡循環》（Deathloop）的全新作品。2020年6月，在索尼网络直播活动中确认本作将登陆新世代主机PlayStation 5，此外也會推出Windows版。
2020年9月21日，微软宣布全资收购Arkane Studios的母公司ZeniMax Media，Arkane Studios随之成为微软旗下的子公司。
2023年5月2日，由Arkane奥斯汀主导开发的《红霞岛》发售，但受到了多数差评，成为Arkane少有的商业和口碑双输的作品。
2023年12月，在游戏大奖2023上，公布了由Arkane里昂主导开发的基于漫威《刀锋战士》改编游戏。
2024年5月7日，微软宣布将关闭Arkane奥斯汀工作室在内的三家ZeniMax Media旗下工作室。部分人员将安排到其他工作室，余下成员将离开。

## 開發遊戲列表
| 年份 | 遊戲標題                | 類型                   | 平台                                                      | 發行商                    | 備註                                                        |
| ---- | ----------------------- | ---------------------- | --------------------------------------------------------- | ------------------------- | ----------------------------------------------------------- |
| 2002 | 地城英雄誌              | 動作角色扮演           | Windows、Xbox                                             | JoWooD娛樂 Arkane Studios | 不適用                                                      |
| 2006 | 魔法门之黑暗弥赛亚      | 動作角色扮演           | Windows、Xbox 360                                         | 育碧                      | 不適用                                                      |
| 2008 | 決勝時刻：戰爭世界      | 第一人稱射擊           | Windows、PlayStation 3、Wii、Xbox 360                     | 動視                      | 協助開發                                                    |
| 2009 | KarmaStar               | 策略                   | iOS                                                       | Majesco Entertainment     | 不適用                                                      |
| 2010 | 生化奇兵2               | 第一人稱射擊           | Windows、PlayStation 3、PlayStation 4、Xbox 360、Xbox One | 2K Games                  | 協助開發                                                    |
| 2012 | 羞辱                    | 動作冒險、潛行         | Windows、PlayStation 3、PlayStation 4、Xbox 360、Xbox One | 貝塞斯達軟體              | 不適用                                                      |
| 2016 | 羞辱2                   | 動作冒險、潛行         | Windows、PlayStation 4、Xbox One                          | 貝塞斯達軟體              | 不適用                                                      |
| 2017 | 獵魂                    | 第一人稱射擊、生存恐怖 | Windows、PlayStation 4、Xbox One                          | 貝塞斯達軟體              | 不適用                                                      |
| 2017 | 羞辱：界外魔之死        | 動作冒險、潛行         | Windows、PlayStation 4、Xbox One                          | 貝塞斯達軟體              | 不適用                                                      |
| 2019 |                         | 第一人稱射擊           | Windows、PlayStation 4、Xbox One                          | 貝塞斯達軟體              | 與MachineGames合作開發                                      |
| 2019 | 德军总部：网络骑兵      | 第一人稱射擊           | Windows、PlayStation 4                                    | 貝塞斯達軟體              | 與MachineGames合作開發                                      |
| 2021 | 死亡循环                | 第一人稱射擊、動作冒險 | Windows、PlayStation 5、Xbox Series X/S                   | 貝塞斯達軟體              | Arkane里昂主导开发，由于商业协议限制，本作由PS5限时独占一年 |
| 2023 |                         | 第一人稱射擊           | Windows、Xbox Series X/S                                  | 貝塞斯達軟體              | Arkane奥斯汀主导开发                                        |
| 待定 | 漫威刀锋战士 (电子游戏) | 第三人称动作           | 待公布                                                    | 貝塞斯達軟體              | Arkane里昂主导开发                                          |

### 開發中止
| 中止年份 | 遊戲標題            | 類型                       | 平台                        | 發行商   |
| -------- | ------------------- | -------------------------- | --------------------------- | -------- |
| 2007     | Return to Ravenholm | 第一人稱射擊               | 不適用                      | Valve    |
| 2009     | The Crossing        | 第一人稱射擊               | Microsoft Windows、Xbox 360 | Valve    |
| 2010     | LMNO                | 第一人稱射擊、動作角色扮演 | Microsoft Windows           | 美商藝電 |

## 外部連結
- 官方网站